# Sulo e senza 'e te/Catenella
Sulo e senza 'e te/Catenella, pubblicato nel 1965, è un singolo del cantante italiano Mario Trevi.

## Descrizione
Il disco contiene due brani inediti di Mario Trevi. Il brano Sulo e senza 'e te fu dedicato da Trevi alla moglie Titina Spagnuolo, morta quell'anno, all'età di vent'anni.

## Tracce
Lato A
- Sulo e senza 'e te  (Arrichiello-Genta)

Lato B
- Catenella  (Savarese-Sorianis-Alfieri)

## Incisioni
Il singolo fu inciso su 45 giri, con marchio Durium- serie Royal (QCA 1352).
Direzione arrangiamenti: M° Eduardo Alfieri.